# Bosch Spark Plug Grand Prix 1990
Bosch Spark Plug Grand Prix 1990 var ett race som var den femtonde och näst sista deltävlingen i PPG IndyCar World Series 1990. Racet kördes den 7 oktober på Nazareth Speedway. Al Unser Jr. säkrade titeln, trots att han kraschade och hamnade på sjukhuset för en check av hälsan. Där fick han veta att han hade blivit mästare i IndyCar. Emerson Fittipaldi tog hand om segern, och följdes av Rick Mears i mål för en dubbelseger av Penske Racing.

## Slutresultat
| Plats | Förare                | Team                     | Grid | Kvaltid |
| ----- | --------------------- | ------------------------ | ---- | ------- |
| 1     | Emerson Fittipaldi    | Marlboro Team Penske     | 3    | 20,599  |
| 2     | Rick Mears            | Penske Racing            | 2    | 20,494  |
| 3     | Bobby Rahal           | Galles-Kraco Racing      | 1    | 20,462  |
| 4     | Mario Andretti        | Newman/Haas Racing       | 7    | 21,026  |
| 5     | Michael Andretti      | Newman/Haas Racing       | 8    | 21,136  |
| 6     | Eddie Cheever         | Chip Ganassi Racing      | 12   | 21,861  |
| 7     | Mike Groff            | Euromotorsport           | 11   | 21,755  |
| 8     | Raul Boesel           | Truesports Co.           | 13   | 22,030  |
| 9     | Roberto Guerrero      | Patrick Racing           | 9    | 21,673  |
| 10    | Scott Goodyear        | Doug Shierson Racing     | 15   | 22,252  |
| 11    | Teo Fabi              | Porsche Motorsports      | 22   | 21,952  |
| 12    | Scott Brayton         | Dick Simon Racing        | 14   | 22,108  |
| 13    | Guido Daccò           | Nu-Tech Motorsports      | 18   | 22,824  |
| 14    | Michael Greenfield    | Greenfield Competition   | 16   | 22,579  |
| 15    | Buddy Lazier          | Hemelgarn Racing         | 21   | 24,014  |
| 16    | Al Unser Jr.          | Galles-Kraco Racing      | 5    | 20,743  |
| 17    | Arie Luyendyk         | Doug Shierson Racing     | 6    | 20,925  |
| 18    | Danny Sullivan        | Marlboro Team Penske     | 4    | 20,743  |
| 19    | John Andretti         | Porsche Motorsports      | 10   | 21,379  |
| 20    | Randy Lewis           | Arciero Racing           | 17   | 22,711  |
| 21    | Hiro Matsushita       | Dick Simon Racing        | 19   | 23,591  |
| 22    | Tony Bettenhausen Jr. | Bettenhausen Motorsports | 20   | 23,752  |